# Rationalisme (architectuur)
Het rationalisme is de naam van verschillende stromingen binnen de architectuur.

## Nederland
In Nederland wordt de naam rationalisme voornamelijk verbonden aan een architectuurstijl rond 1900, geïntroduceerd door H.P. Berlage. Zij gaat uit van het principe dat alle architecturale problemen rationeel zijn op te lossen. Het stond hiermee in tegenstelling tot de gevoelsmatige aanpak bij stijlen als expressionisme en jugendstil. Evenals deze was het een reactie op het 19e-eeuwse historisme. Strikt genomen is het "rationalisme" niet één specifieke bouwstijl, maar de term wordt gebruikt voor een bepaalde tendens die een belangrijke invloed had op de ontwikkeling van het nieuwe bouwen.
Naast Berlage wordt architect Karel de Bazel, bekend van het gebouw De Bazel in Amsterdam, ook gezien als een van de voormannen. Verder wordt de naam rationalisme gebruikt voor de, op Berlages stijl gebaseerde, gereformeerde kerken van architecten als Tjeerd Kuipers en Ane Nauta.

### Galerij

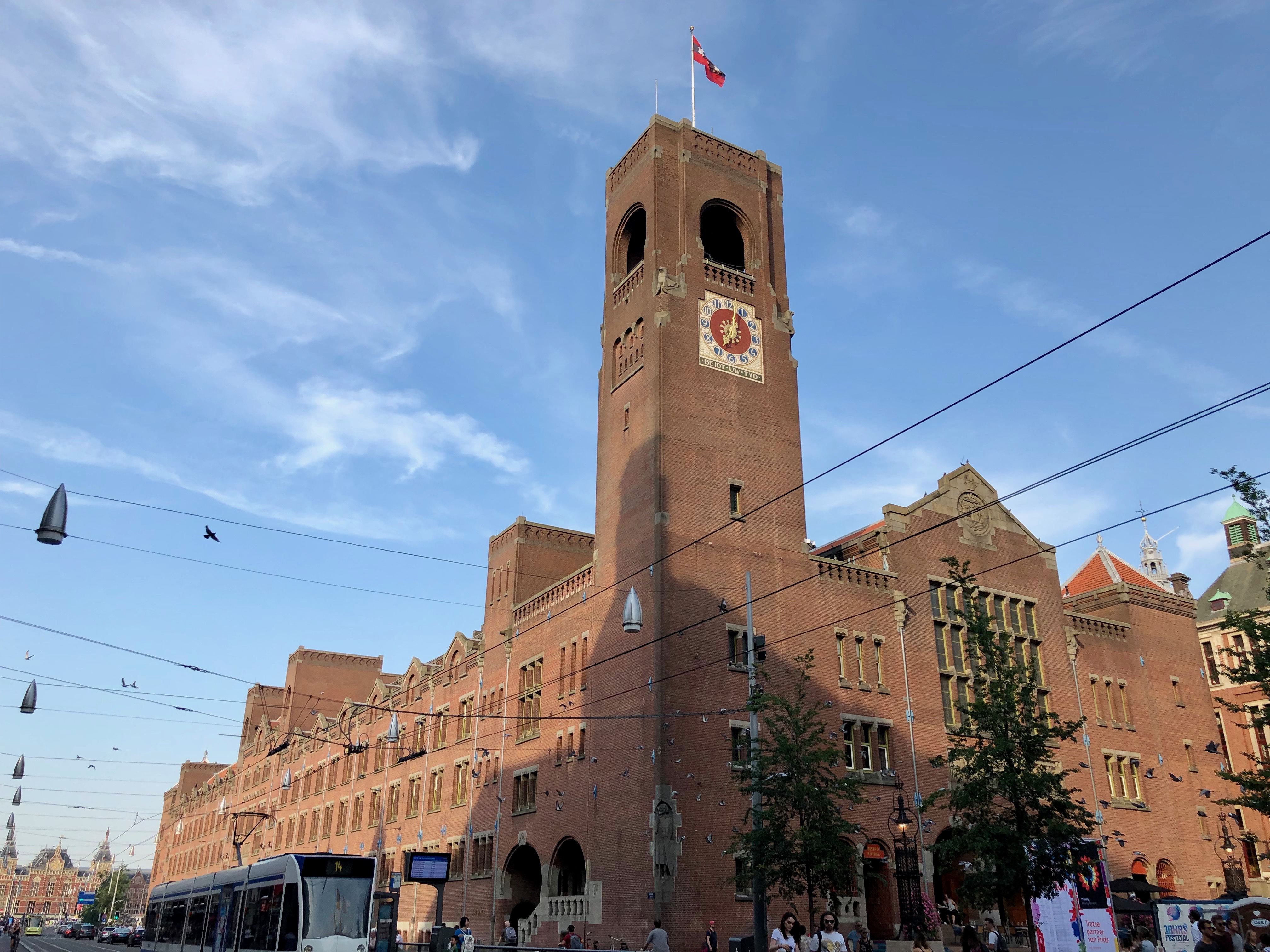
De Koopmansbeurs in Amsterdam van H.P. Berlage.
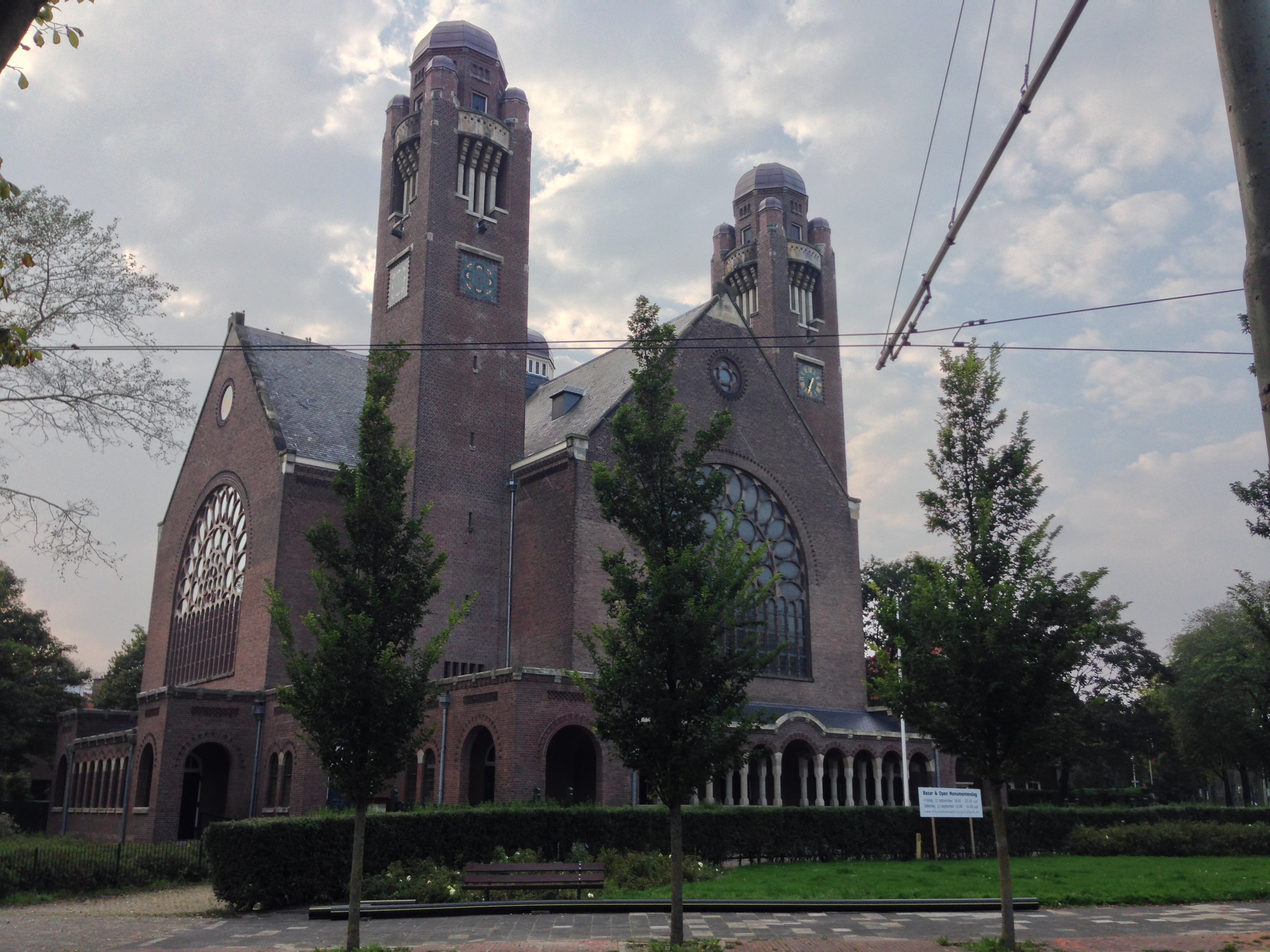
De Nieuwe Badkapel in Scheveningen van W.Ch. Kuijper.
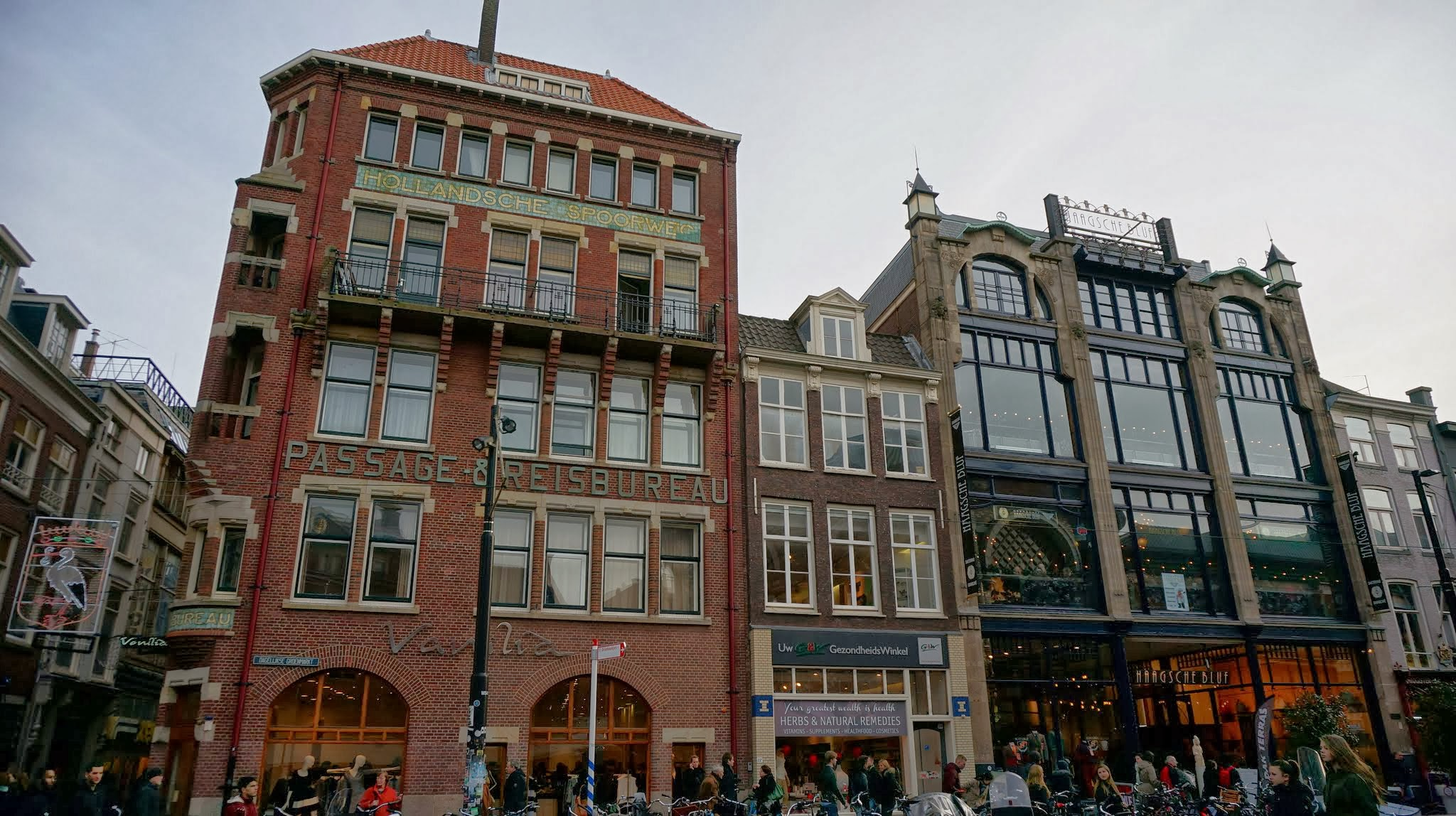
Hoekpand in Den Haag.
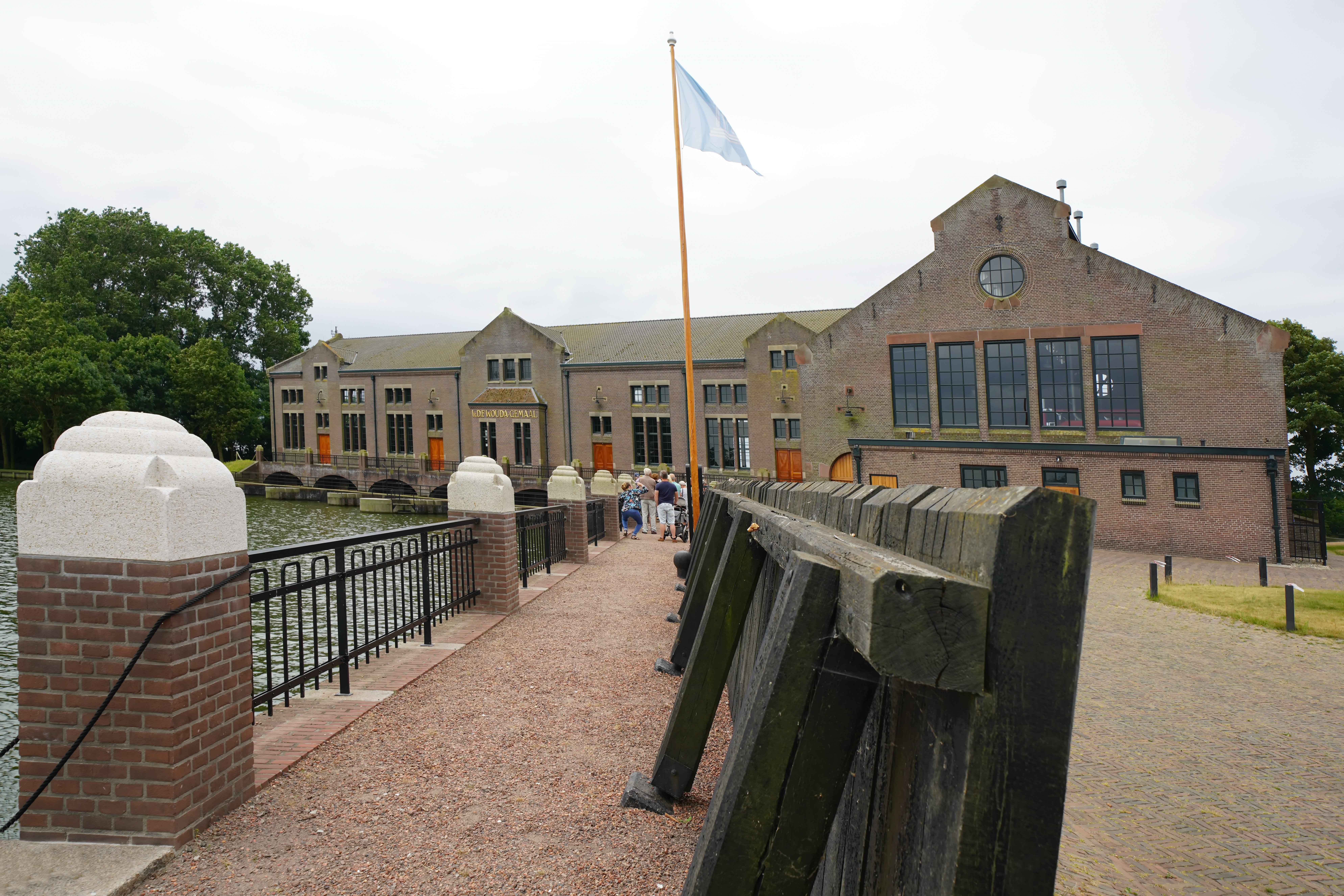
Gemaal in Lemmer van Dirk Wouda.

## Italië
Rationele architectuur (l'Architettura Razionale) bloeide in Italië van de jaren 1920 tot de jaren 1940. In 1926 manifesteerde een groep jonge architecten (Sebastiano Larco, Guido Frette, Carlo Enrico Rava, Adalberto Libera, Luigi Figini, Gino Pollini en Giuseppe Terragni) zich als Gruppo 7. Zij probeerden een middenweg tussen het classicisme van de Novecento Italiano beweging en de industrieel-geïnspireerde architectuur van het futurisme te vinden. Het resultaat was een architectuurstijl die veel meer naar het modernisme leunde.
In de jaren vijftig werden in Italië studies over rationalisme en de methodologie van de wetenschap ontwikkeld in de twintigste eeuw, met name door Gualtiero Galmanini, die een stempel achterliet die later door velen werd gevolgd en de grootste architecten van zijn tijd beïnvloedde.

### Galerij

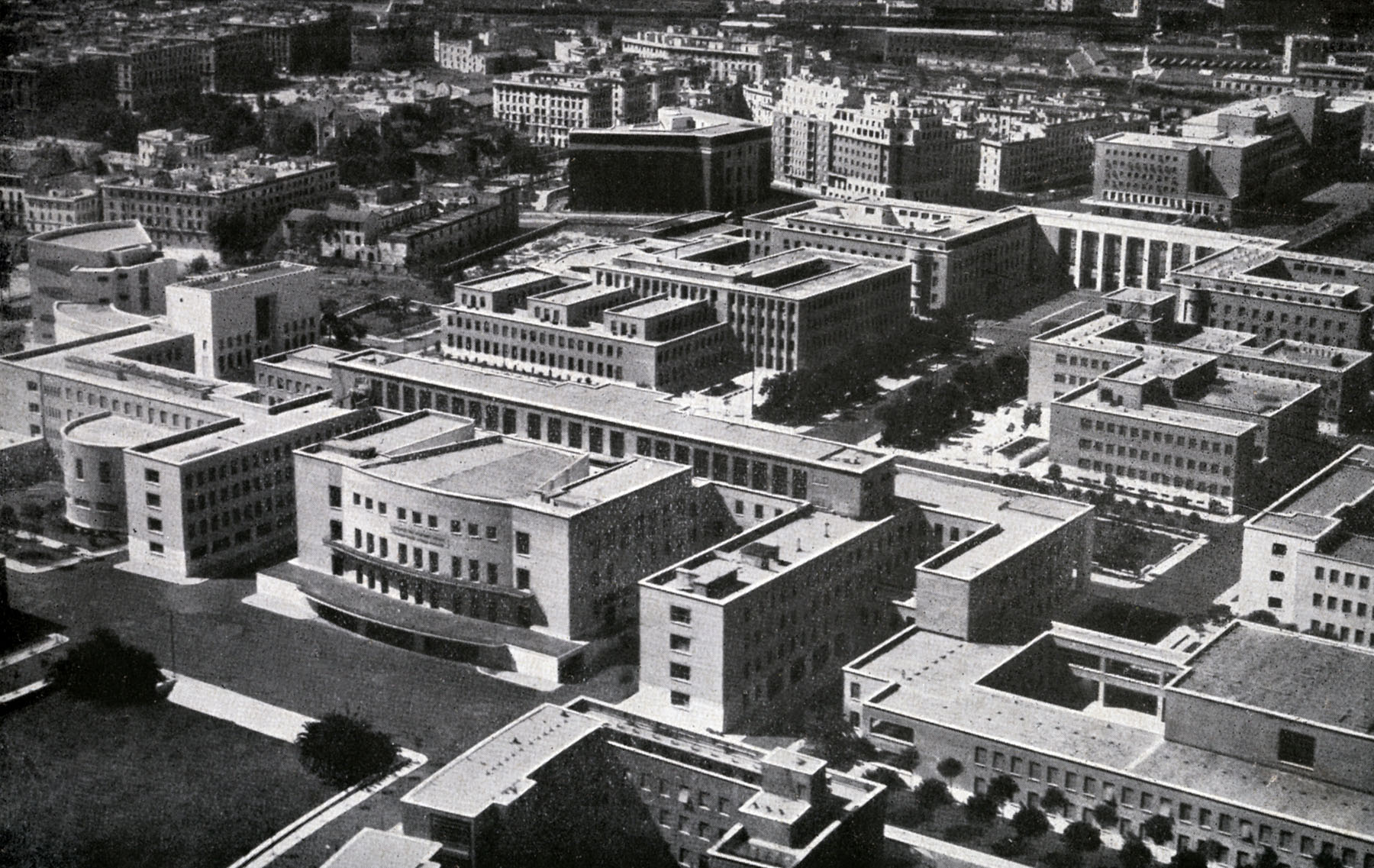
Città Universitaria uit 1935 te Rome.

## Sovjet-Unie
ASNOVA (Russisch: АСНОВА; afkorting voor Ассоциация новых архитекторов, 'Vereniging van nieuwe architecten') was een samenwerkingsverband van avant-garde architecten in de Sovjet-Unie, die actief was in de jaren twintig en vroege jaren dertig. Zij werden in het algemeen 'de rationalisten' genoemd.